# Macy Gray
Natalie Renee McIntyre (Canton, 6 de setembro de 1967), mais conhecida pelo seu nome artístico Macy Gray, é uma cantora, compositora, produtora musical e atriz estadunidense. Famosa pela sua voz rouca, o seu estilo de música passeia pelo R&B, Soul e Jazz, e mostra influências de Billie Holiday e Betty Davis.

## Início da vida
Natalie McIntyre nasceu em Canton, Ohio, filha de Laura McIntyre, uma professora de matemática e de Otis Jones. Seu padrasto era metalúrgico e sua irmã é professora de biologia. Ela tem um irmão mais novo, Nate, dono de uma academia no oeste da Filadélfia e participou do final da quinta temporada de Queer Eye. Ela começou a ter aulas de piano aos sete anos. Um acidente de bicicleta na infância fez com que ela notasse a caixa de correio de um homem chamado Macy Gray; ela usou o nome nas histórias que escreveu e mais tarde decidiu usá-lo como seu nome artístico. Ela estava se desenvolvendo tarde e não aprendeu a manter uma conversa até pouco antes de seu décimo aniversário.
Gray frequentou a escola primária com Brian Warner (mais tarde conhecido como músico Marilyn Manson), embora eles não se conhecessem. Ela frequentou mais de uma escola secundária, incluindo um internato que lhe pediu para sair devido ao seu comportamento.
Por ser de Canton, ela trabalhou brevemente no Pro Football Hall of Fame aos 12 anos, antes de ser demitida por atraso. Ela decidiu seguir uma carreira musical depois de ser expulsa da Academia Western Reserve, em Hudson, que ela esteve a partir dos 14 anos de idade. Ela frequentou a Universidade do Sul da Califórnia e estudou redação de roteiros.
No entanto, o sucesso inicial de Gray veio como uma surpresa. Enquanto frequentava a Universidade do Sul da Califórnia, ela concordou em escrever canções para um amigo, e uma sessão de demonstração foi marcada para as músicas, para ser gravada por outra cantora. Como a vocalista não se apresentou, Gray teve de cantar as suas canções.[carece de fontes?]
Ela, então, conheceu o escritor e produtor Joe Solo, enquanto trabalhava como caixa em Beverly Hills. Juntos, eles escreveram uma grande quantidade  de músicas e gravaram no estúdio Solo. A fita demo de Gray deu-lhe a oportunidade de cantar em cafés de jazz em Los Angeles, Califórnia. Apesar de ela não gostar da sua própria voz, a Atlantic Records assinou um contrato com ela. Ela começou a gravar seu disco de estreia, mas foi retirado a etiqueta após que seu empresário Tom Carolan, que arranjou lhe outra gravadora. Em 1998, ela conseguiu um contrato com a gravadora Epic Records, e também cantou em uma das canções do álbum de estreia dos The Black Eyed Peas, "Love Won't Wait".

## Carreira

### On How Life Is(1999)
Macy Gray trabalhou em seu álbum de estreia em 1999 com o produtor Darryl Swann. Ela foi lançado no verão de 1999, On How Life Is tornou-se um sucesso mundial. Apesar do primeiro single "Do Something" se estabilizando nas paradas, o lançamento do segundo single "I Try" do álbum foi um sucesso para Gray. "I Try" (que foi originalmente gravada em uma comédia romântica estralada por Love Jones e Jennifer Aniston em 1997, Picture Perfect) foi um dos maiores singles de 1999, e os singles posteriores "Still" e "Why Didn't You Call Me" assegurado o álbum de platina triplo nos Estados Unidos, quatro vezes platina no Reino Unido, e platina triplo no Canadá.
Em 2001, Macy Gray ganhou o Grammy Award de "Melhor Performance Pop Vocal Feminina" para "I Try", que também foi indicada para "Canção do Ano" e "Gravação do Ano". Ela, então, colaborou com Fatboy Slim, The Black Eyed Peas, e Rick Slick (na canção "The World Is Yours", da trilha sonora do "Hora do Rush 2"), além de atuar pela primeira vez em Training Day. Em agosto de 2001, Gray foi vaiada no Pro Football Hall of Fame  depois de esquecer a letra do hino nacional americano.

### The IdeThe Trouble With Being Myself(2001–2005)
No meio da polêmica envolvendo Gray, The Id vendeu pouco e foi caindo em posições nas paradas dos Estados Unidos. O álbum contou com participações de John Frusciante e Erykah Badu na faixa "Sweet Baby" (que foi coescrito com o colaborador de longa data Joe Solo). O álbum conseguiu pico de número onze na Billboard 200. Apesar de seu fracasso nos Estados Unidos, alcançou o número um nas paradas do Reino Unido e recebeu disco de ouro pelo BPI. O fraco desempenho nos Estados Unidos, em comparação com seu álbum de estreia, pode ter sido devido ao ‘’The Id’’ ter sido lançado apenas uma semana depois dos ataques de 11 de setembro de 2001.[carece de fontes?]
Em 2002, ela apareceu em Homem-Aranha e contribuiu com um remix de sua música "My Nutmeg Phantasy" para a trilha sonora. Gray também trabalhou com Santana na faixa "Amoré (Sexo)", de seu álbum Shaman.
Também em 2002, ela apareceu no CD da Red Hot Organization; uma compilação em homenagem ao pioneiro da Nigéria do estilo Afropop, Fela Kuti, Red Hot e Riot. Ela apareceu em uma trilha remake do clássico de Kuti, "Water No Get Enemy" ao lado de artistas de neo soul, hip hop e R&B, D'Angelo, The Soultronics, Nile Rodgers, Roy Hargrove e o filho de Kuti, Femi Kuti.
Ela gravou um dueto com Zucchero chamado de "Like The Sun (From Out Of Nowhere)" que contou com Jeff Beck na guitarra, e foi lançado em 2004 em Zu & Co., uma coleção de duetos. Sua canção "Time of My Life" foi incluída na trilha sonora de 8 Mile. Um desenho animado baseado na infância de Gray estava sendo desenvolvido, mas nunca chegou a ser concretizado.
Em 2003, Gray lançou seu terceiro álbum de estúdio, The Trouble with Being Myself, com ótimas críticas. O primeiro single "When I See You", tornou-se um sucesso de rádio nos Estados Unidos e um hit entre os quarenta primeiros no Reino Unido, embora o álbum não tenha sido tão bem recebido pelos fãs. No entanto, tornou-se o terceiro álbum de Gray entre os vinte primeiros no Reino Unido. Uma coleção de grandes sucessos e um álbum ao vivo foram lançados posteriormente: The Very Best of Macy Gray (2004) e Live in Las Vegas (2005). Além disso, Gray participou do álbum Silver Rain de Marcus Miller, de 2005, em um cover da música "Girls & Boys" de Prince, de 1986. Ela também apareceu na trilha sonora do filme Chicago com Queen Latifah e Lil' Kim em "Cell Block Tango/He Had it Comin".

### Big(2007)
Gray começou 2007 sendo expulsa do palco em um show em Barbados por palavrões (que fazia parte do show), mas ela não sabia que isso era contra a lei naquele país. Ela apresentou um pedido público de desculpas naquela noite para evitar a prisão.
Em março, Gray lançou seu quarto álbum de estúdio (sexto no geral), Big. Dois singles, "Finally Made Me Happy" e "Shoo Be Doo", foram lançados do álbum. "What I Gotta Do", outra faixa do álbum, faz parte da trilha sonora de Shrek the Third. Foi considerado o álbum de retorno de Gray, após um hiato de quatro anos desde seu último álbum de estúdio. O álbum foi aclamado pela crítica e visto por alguns como seu melhor trabalho até hoje. Possui colaborações com Natalie Cole, Fergie, Justin Timberlake e Will.i.am, que coproduziu o álbum com Gray. Foi um sucesso moderado nos Estados Unidos, onde estreou e alcançou a posição 39 na Billboard 200, tornando-se o álbum de maior sucesso de Gray desde The Id. Big alcançou a posição 62 na parada de álbuns do Reino Unido, seu álbum de menor sucesso no Reino Unido, mas alcançou algum sucesso em vários outros países, incluindo Suíça, República Tcheca e Finlândia, alcançando o Top 40 em suas paradas de álbuns.
Gray estreou um show, da série de concertos ao vivo Soundstage da PBS em 5 de julho.
Em 7 de julho de 2007, Gray se apresentou na etapa brasileira do Live Earth na Praia de Copacabana, no Rio de Janeiro, Brasil. Gray e os membros de sua banda usavam roupas com mensagens políticas. O vestido de Gray trazia a mensagem "Alerta Vermelho de Darfur".
Em 2008, Gray lançou uma nova campanha sob o nome "Nemesis Jaxson", com o single "Slap a Bitch".
No início de 2009, Gray gravou a música "Don't Forget Me" para a trilha sonora de Confessions of a Shopaholic.

### The Sellout(2010)
O primeiro single do quinto álbum de estúdio de Gray, The Sellout, "Beauty in the World", é apresentado na sequência final do final da série, "Hello Goodbye", da série de televisão da ABC, Ugly Betty. "Beauty in the World" também foi usado como tema em vários vídeos criados pela Microsoft para promover o Internet Explorer 9. Ambos os singles lançados do álbum ("Beauty in the World" e "Lately") foram os 10 maiores sucessos. na parada de músicas do Hot Dance Club da Billboard dos Estados Unidos.[carece de fontes?]
Após seu lançamento, The Sellout recebeu críticas geralmente mistas da maioria dos críticos musicais. O Metacritic deu uma pontuação média de 57, com base em 15 avaliações; Andy Gill do The Independent deu três de cinco estrelas; enquanto o escritor do AllMusic, John Bush, compartilhou um sentimento semelhante e criticou as composições de Gray.
No entanto, James Reed do The Boston Globe elogiou sua produção, e Jeremy Allen da NME deu ao álbum uma classificação de 7/10.

## Vida pessoal
Gray foi casada com Tracy Hinds, uma corretora de hipotecas, por cerca de dois anos, mas eles se divorciaram antes de ela ganhar destaque. Eles têm três filhos.
Ela abriu a Macy Gray Music Academy em 2005.
Em uma entrevista de julho de 2022 no Piers Morgan Uncensored, Gray foi questionada sobre como ela definiria uma mulher, ao que ela respondeu "seios e uma vagina". Ela prosseguiu afirmando que não apoiava a inclusão de mulheres trans nos esportes femininos. Nos dias seguintes à entrevista, ela disse que suas palavras foram mal interpretadas, além de rejeitar as críticas que recebeu online por suas opiniões. Em uma aparição subsequente no programa de televisão Today, ela disse: “Ser mulher é uma vibração e é algo de que tenho muito orgulho e algo que é muito precioso para mim. você é, então é isso que você é, independentemente do que alguém diga ou pense".
Num artigo de opinião publicado no MarketWatch em junho de 2021, Gray apelou a um redesenho da bandeira dos Estados Unidos, afirmando que esta "não representa mais a democracia e a liberdade".

## Discografia
A discografia de Macy tem álbuns incluindo:
- On How Life Is (1999)
- The Id (2001)
- The Trouble with Being Myself (2003)
- The Very Best of Macy Gray (2004)
- Live in Las Vegas (2005)
- Big (2007)
- The Sellout (2010)
- Covered (2012)
- Talking Book (2012)
- The Way (2014)
- The Stripped Album (2016)
- Ruby (2018)

## Filmografia
Os filmes e séries que a atriz atuou são:
- Homem-Aranha (2001)
- Training Day (2001)
- Todo Mundo em Pânico 3 (2003)
- Lakawanna Blues (2004)
- A volta ao mundo em 80 dias (2004)
- The Crow: Wicked Prayer (2005)
- Shadowboxer (2005)
- Domino (2005)
- Idlewild Blues (2006)
- That's so raven (2006)
- For Colored Girls (2010)
- The Paperboy (2012)
- Fuller House (2016)